# Епархия Тлоса
Епархия Тлоса (лат. Dioecesis Tloënsis) — титулярная епархия Римско-Католической церкви.

## История
Античный город Тлос, идентифицируемый сегодня с археологическими раскопками «Duver» в современной Турции, находился в римской провинции Ликия Диоцеза Азия. Город Тлос в первые века христианства был центром одноимённой епархии, которая входила в митрополию Миры Константинопольского патриархата. Епархия Тлоса прекратила своё существование в X веке.
С 1721 года епархия Тлоса является титулярной епархией Римско-Католической церкви.

## Греческие епископы
- епископ Андрей I (451—457);
- епископ Евстазий (упоминается в 536 году);
- епископ Иоанн (упоминается в 692 году);
- епископ Константин (упоминается в 787 году);
- епископ Андрей II (упоминается в 879 году);
- епископ Феодор.

## Титулярные епископы
- епископ Jérôme-Louis de Foudras de Courcenay (1.12.1721 — 3.02.1732), назначен епископом Пуатье;
- епископ James Butler (16.01.1750 — 4.09.1757), назначен архиепископом Кашела;
- епископ Джованни Филиппо Парони O.F.M.Conv.[1] (26.06.1818 — 29.03.1842);
- епископ George Hilary Brown (22.04.1842 — 29.09.1850), назначен епископом Ливерпуля;
- епископ Charles-François Baillargeon (14.01.1851 – 25.08.1867), назначен архиепископом Квебека;
- епископ Martin Griver y Cuni (1.10.1869 — 22.07.1873), назначен епископом Перта;
- епископ Антонио Ченторе (28.01.1876 — 10.04.1898);
- епископ José de Jesús Fernández y Barragán (15.04.1899 — 24.10.1908), назначен епископом Самора;
- епископ Eugène-Louis Kleiner M.E.P. (17.06.1910 — 19.08.1915);
- епископ Francisco Uranga y Sáenz (18.12.1919 — 21.04.1922), назначен епископом Куэрнаваки;
- епископ Daniel Rivero Rivero (17.05.1922 — 30.03.1931), назначен епископом Санта-Крус-де-ла-Сьерры;
- епископ Leon Wałęga (4 .05.1932 — 27.01.1933), назначен титулярным архиепископом Оксиринха;
- епископ Матвей Ли Жунчжао (16.03.1933 — 4.08.1935);
- епископ Cândido Julio Bampi O.F.M.Cap. (27.06.1936 — 7.07.1978);
- епископ Paciano Basilio Aniceto (7.04.1979 — 20.10.1983), назначен епископом Ибы;
- епископ Carl Anthony Fisher S.J. (23.12.1986 — 2.09.1993);
- епископ António Vitalino Fernandes Dantas O.Carm. (3.07.1996 – 25.01.1999), назначен епископом Бежи;
- епископ Francisco Ramírez Navarro (27.12.2000 — по настоящее время).

## Источник
- Annuario Pontificio, Libreria Editrice Vaticana, Città del Vaticano, 2003, стр. 918, ISBN 88-209-7422-3
- Pius Bonifacius Gams, Series episcoporum Ecclesiae Catholicae, Leipzig 1931, стр. 449  (лат.)
- Michel Lequien, Oriens christianus in quatuor Patriarchatus digestus, Parigi 1740, Tomo I, coll. 979—980  (лат.)
- Konrad Eubel, Hierarchia Catholica Medii Aevi, vol. 5, стр. 382; vol. 6, стр. 410; vol. 7, p. 372; vol. 8, стр. 557  (лат.)